# Julianna Margulies
Julianna Luisa Margulies (Spring Valley, 8 giugno 1966) è un'attrice statunitense.
È nota principalmente per aver interpretato i ruoli di Carol Hathaway nella serie televisiva E.R. - Medici in prima linea (1994-2000), della fata Morgana nella miniserie televisiva Le nebbie di Avalon (2001) e di Alicia Florrick in The Good Wife (2009-2016), per i quali ha vinto complessivamente un Golden Globe, tre Premi Emmy e otto Screen Actors Guild Awards.

## Biografia
Proveniente da una famiglia ebraica di origine austriaca, ungherese e romena, Julianna è la più giovane di tre sorelle; il padre Paul Margulies è un pubblicitario, la madre Francesca Gardner è una ex-ballerina dell'American Ballet Theatre. Ha trascorso l'infanzia fra gli States, la Francia e l'Inghilterra.
Ottiene una borsa di studio dal Sarah Lawrence College, dove recita in diverse commedie.

### Carriera
Il suo primo ruolo in un film è quello di una prostituta, in Giustizia a tutti i costi con Steven Seagal. Nel 1994 ottiene il ruolo dell'infermiera Carol Hathaway nell'episodio pilota di E.R. - Medici in prima linea; il personaggio sarebbe dovuto apparire solo in questo episodio, ma dopo il responso favorevole del pubblico la trama della serie viene cambiata, ed il suo diventa uno dei personaggi protagonisti di E.R.. L'attrice ricopre il ruolo per 6 stagioni, ottenendo una nomination all'Emmy per ogni stagione e il premio stesso nel primo anno. Ha lasciato E.R. rifiutando un'offerta di 27 milioni di dollari, che l'avrebbero resa l'attrice più pagata della televisione.

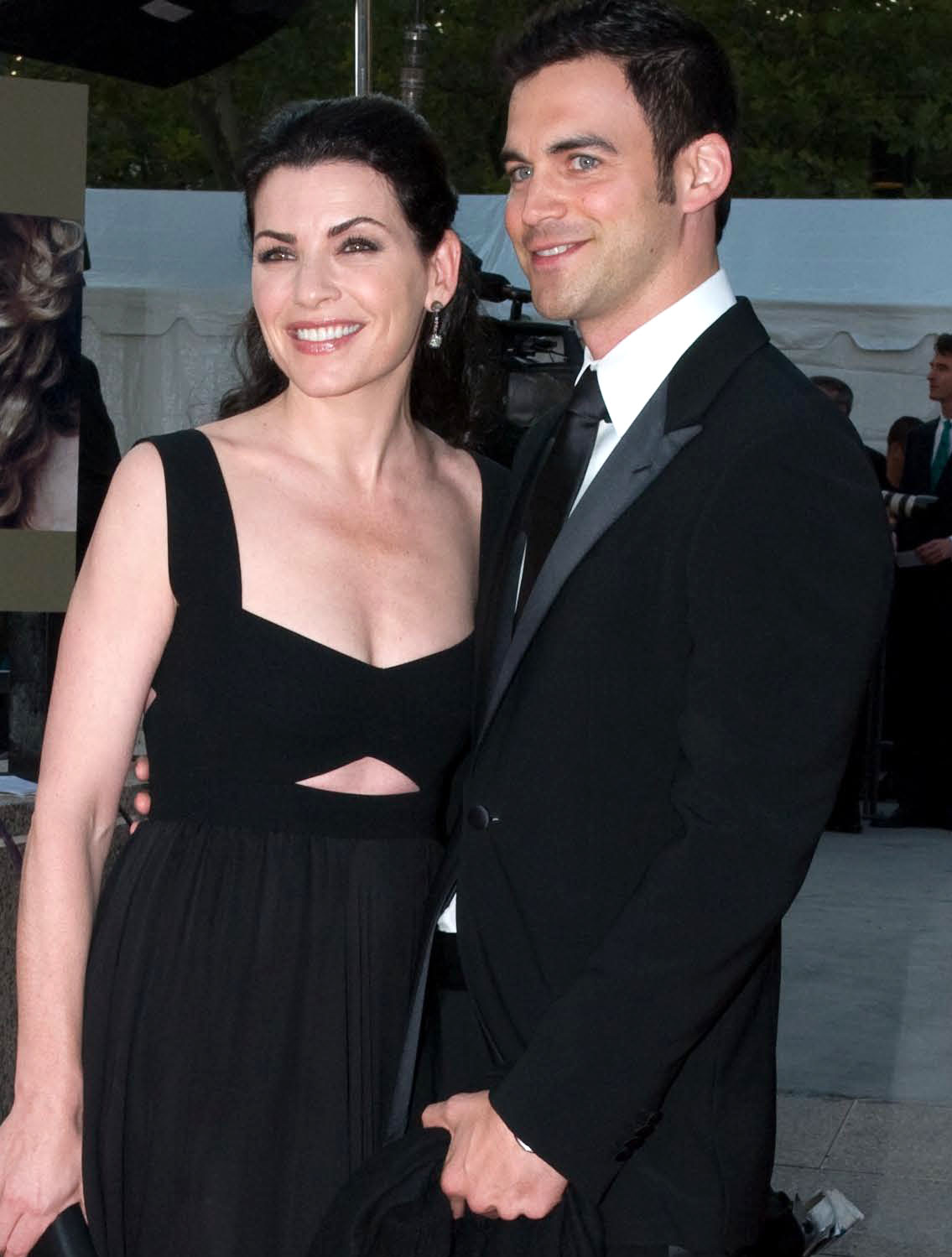
Julianna Margulies con il marito Keith Lieberthal

Da allora, ha lavorato sul palcoscenico in Kate Robin's Intrigue With Faye e nei Monologhi della vagina. La sua filmografia comprende Evelyn, con Pierce Brosnan, Newton Boys di Richard Linklater, Nave fantasma, con Gabriel Byrne, un cameo in The Darwin Awards - Suicidi accidentali per menti poco evolute con Joseph Fiennes e Winona Ryder, e Snakes on a Plane con Samuel L. Jackson. È stata protagonista nel film per la televisione Le nebbie di Avalon a fianco di Anjelica Huston, e ha partecipato alla miniserie televisiva statunitense The Lost Room, a fianco di Peter Krause.
Dal 2009 al 2016 interpreta Alicia Florrick, la protagonista della serie televisiva The Good Wife, ruolo che le fa guadagnare molte candidature ai numerosi premi televisivi e le fa vincere il Golden Globe 2010 come miglior attrice in una serie drammatica, nel 2011 e nel 2014 l'Emmy Award nella stessa categoria. Nel 2009 ha inoltre preso parte al film City Island per la regia di Raymond De Felitta, uscito nelle sale italiane il 25 giugno 2010. Nel film recita al fianco di Andy García, nel ruolo della moglie del protagonista. Nel 2012 recita nel film Uomini di parola, al fianco di Al Pacino, Christopher Walken e Alan Arkin, interpretando la figlia di quest'ultimo.

### Vita privata
Julianna Margulies si è sposata il 10 novembre 2007 con Keith Lieberthal, dal quale il 17 gennaio 2008 ha avuto un figlio, Kieran Lindsay Lieberthal.

## Filmografia

### Cinema
- Giustizia a tutti i costi (Out for Justice), regia di John Flynn (1991)
- Paradise Road, regia di Bruce Beresford (1997)
- Svolta pericolosa (Traveller), regia di Jack N. Green (1997)
- Il gioco dei rubini (A Price Above Rubies), regia di Boaz Yakin (1998)
- Newton Boys (The Newton Boys), regia di Richard Linklater (1998)
- What's Cooking?, regia di Gurinder Chadha (2000)
- Dinosauri (Dinosaur), regia di Eric Leighton e Ralph Zondag - voce (2000)
- The Big Day, regia di Ian McCrudden (2001)
- Jenifer, regia di Jace Alexander (2001)
- L'ultimo gigolò (The Man from Elysian Fields), regia di George Hickenlooper (2001)
- Evelyn, regia di Bruce Beresford (2002)
- Nave fantasma (Ghost Ship), regia di Steve Beck (2002)
- Slingshot, regia di Jay Alaimo (2005)
- Beautiful Ohio, regia di Chad Lowe (2006)
- The Darwin Awards - Suicidi accidentali per menti poco evolute (The Darwin Awards), regia di Finn Taylor (2006)
- Snakes on a Plane, regia di David R. Ellis (2006)
- City Island, regia di Raymond De Felitta (2009)
- Uomini di parola (Stand Up Guys), regia di Fisher Stevens (2012)
- Sempre amici (The Upside), regia di Neil Burger (2017)
- Lo stato della mente (Three Christs), regia di Jon Avnet (2017)
- Millers in Marriage, regia di Edward Burns (2024)

### Televisione
- La signora in giallo (Murder, She Wrote) – serie TV, episodio 10x09 (1993)
- Law & Order - I due volti della giustizia (Law & Order) – serie TV, episodio 3x17 (1993)
- Homicide (Homicide: Life on the Street) – serie TV, episodio 2x03 (1994)
- E.R. - Medici in prima linea (ER) – serie TV, 135 episodi (1994-2000) – Carol Hathaway
- Le nebbie di Avalon (The Mists of Avalon), regia di Uli Edel – miniserie TV (2001)
- Il giovane Hitler (Hitler: The Rise of Evil), regia di Christian Duguay – miniserie TV (2003)
- The Grid, regia di Mikael Salomon – miniserie TV, 6 puntate (2004)
- Scrubs - Medici ai primi ferri (Scrubs) – serie TV, episodi 4x09-4x10 (2004)
- The Lost Room – miniserie TV, 3 puntate (2006)
- I Soprano (The Sopranos) – serie TV, 4 episodi (2006-2007)
- Canterbury's Law – serie TV, 6 episodi (2008)
- The Good Wife – serie TV, 156 episodi (2009-2016) – Alicia Florrick
- Dietland – serie TV, 10 episodi (2018)
- The Hot Zone - Area di contagio (The Hot Zone) – miniserie TV, 6 puntate (2019)
- Billions – serie TV, episodi 5x04-5x05-5x06 (2020)
- The Morning Show – serie TV, 14 episodi (2021-2023)

## Doppiatrici italiane
Nelle versioni in italiano dei suoi lavori, Julianna Margulies è stata doppiata da:
- Roberta Pellini in E.R. - Medici in prima linea, Nave fantasma, Scrubs - Medici ai primi ferri, Canterbury's Law, The Good Wife, Dietland, The Hot Zone - Area di contagio, Billions,  The Morning Show
- Claudia Catani ne La signora in giallo, Sempre amici
- Anna Cesareni in Svolta pericolosa
- Francesca Fiorentini ne Le nebbie di Avalon
- Anna Maria Tulli in Newton Boys
- Isabella Pasanisi in Paradise Road
- Paola Majano in The Darwin Awards
- Cristiana Rossi ne La tela del ragno
- Giuppy Izzo ne Il giovane Hitler
- Eleonora De Angelis in Homicide
- Giò Giò Rapattoni in The Lost Room
- Emanuela Baroni in Snakes on a Plane
- Alessandra Cassioli ne I Soprano
- Emanuela Rossi in City Island
- Francesca Manicone in Uomini di parola

Come doppiatrice, viene sostituita da:
- Alessia Marcuzzi in Dinosauri

## Premi e riconoscimenti
Golden Globe
- 1996 – Candidatura alla miglior attrice non protagonista in una serie per E.R. - Medici in prima linea
- 1998 – Candidatura alla miglior attrice in una serie drammatica per E.R. - Medici in prima linea
- 1999 – Candidatura alla miglior attrice in una serie drammatica per E.R. - Medici in prima linea
- 2000 – Candidatura alla miglior attrice in una serie drammatica per E.R. - Medici in prima linea
- 2002 – Candidatura alla miglior attrice in una mini-serie o film per la televisione per Le nebbie di Avalon
- 2005 – Candidatura alla miglior attrice in una mini-serie o film per la televisione per La tela del ragno
- 2010 – Miglior attrice in una serie drammatica per The Good Wife
- 2011 – Candidatura per la Miglior attrice in una serie drammatica per The Good Wife
- 2012 – Candidatura per la Miglior attrice in una serie drammatica per The Good Wife
- 2013 – Candidatura per la Miglior attrice in una serie drammatica per The Good Wife
- 2014 – Candidatura per la Miglior attrice in una serie drammatica per The Good Wife
- 2015 – Candidatura per la Miglior attrice in una serie drammatica per The Good Wife

Premi Emmy
- 1995 – Miglior attrice non protagonista in una serie drammatica per E.R. - Medici in prima linea
- 1996 – Candidatura per la miglior attrice non protagonista per E.R. - Medici in prima linea
- 1997 – Candidatura per la miglior attrice protagonista in una serie drammatica per E.R. - Medici in prima linea
- 1998 – Candidatura per la miglior attrice protagonista in una serie drammatica per E.R. - Medici in prima linea
- 1999 – Candidatura per la miglior attrice protagonista in una serie drammatica per E.R. - Medici in prima linea
- 2000 – Candidatura per la miglior attrice protagonista in una serie drammatica per E.R. - Medici in prima linea
- 2010 – Candidatura per la miglior attrice protagonista in una serie drammatica per The Good Wife
- 2011 – Miglior attrice protagonista in una serie drammatica per The Good Wife
- 2012 – Candidatura alla miglior attrice protagonista in una serie drammatica per The Good Wife
- 2014 – Miglior attrice protagonista in una serie drammatica per The Good Wife

Screen Actors Guild Award
- 1995 – Candidatura al Miglior cast in una serie drammatica per E.R. - Medici in prima linea
- 1996 – Miglior cast in una serie drammatica per E.R. - Medici in prima linea
- 1996 – Candidatura alla miglior attrice in una serie drammatica per E.R. - Medici in prima linea
- 1997 – Miglior cast in una serie drammatica per E.R. - Medici in prima linea
- 1998 – Miglior cast in una serie drammatica per E.R. - Medici in prima linea
- 1998 – Miglior attrice in una serie drammatica per E.R. - Medici in prima linea
- 1999 – Miglior cast in una serie drammatica per E.R. - Medici in prima linea
- 1999 – Miglior attrice in una serie drammatica per E.R. - Medici in prima linea
- 2000 – Candidatura al Miglior cast in una serie drammatica per E.R. - Medici in prima linea
- 2001 – Candidatura al Miglior cast in una serie drammatica per E.R. - Medici in prima linea
- 2010 – Migliore attrice in una serie drammatica per The Good Wife
- 2010 – Candidatura al miglior cast in una serie drammatica per The Good Wife
- 2011 – Migliore attrice in una serie drammatica per The Good Wife
- 2011 – Candidatura al miglior cast in una serie drammatica per The Good Wife
- 2012 – Candidatura al miglior cast in una serie drammatica per The Good Wife
- 2012 – Candidatura alla miglior attrice in una serie drammatica per The Good Wife
- 2014 – Candidatura alla miglior attrice in una serie drammatica per The Good Wife
- 2015 – Candidatura alla miglior attrice in una serie drammatica per The Good Wife
- 2022 - Candidatura al miglior cast in una serie drammatica per The Morning Show